# علمي عمروف
علمي رستم أوغلو عمروف (بالأوكرانية: Ільмі́ Русте́мович Уме́ров)‏، (بالروسية: Ильми́ Русте́мович Уме́ров)‏، (من مواليد 3 أغسطس 1957): هو سياسي من تتار القرم يشغل حاليًا منصب نائب رئيس مجلس شعب تتار القرم منذ 2015. شغل سابقًا منصب نائب رئيس المجلس الأعلى لجمهورية القرم من 2002 حتى 2005، ورئيس إدارة الدولة لبلدية باغجه سراي من 2005 إلى 2014، ونائب رئيس وزراء القرم من 1994 إلى 1997.

## النشأة والمهنية
ولد علمي رستم أوغلو عمروف في 3 أغسطس 1957 في إقطاعة حكومية سميت أخونباباييف، تقع في منطقة توشلوك في جمهورية أوزبكستان الاشتراكية السوفيتية التابعة للاتحاد السوفيتي. في 1980 تخرج من معهد أنديجان الطبي الحكومي المتخصص في الأعمال الطبية. على مدى السنوات الثماني التالية عمل في الطب. من 1980 إلى 1981 في مستشفى أمومة فرغانة، ومن 1981 إلى 1984 كطبيب تخدير في مستشفى مرجيلان، ومن 1984 إلى 1986 كطبيب تخدير في الوحدة الطبية لمصنع حرير مرجيلان، ومن 1986 إلى 1988 كطبيب تخدير في مستشفى المنطقة المركزية في كريمسك.
في 1988، انتقل عمروف إلى مدينة باغجه سراي، مسقط رأس عائلته، قبل ترحيل تتار القرم. في باغجه سراي، عمل مهندسًا في تعاونية دوستلوك من 1990 إلى 1992 قبل أن يصبح مديرًا لشركة إلماز لضريبة القيمة المضافة، وهو المنصب الذي شغله حتى 1994